# Xã Pine River, Quận Cass, Minnesota
Xã Pine River (tiếng Anh: Pine River Township) là một xã thuộc quận Cass, tiểu bang Minnesota, Hoa Kỳ. Năm 2010, dân số của xã này là 1.156 người.